# Lajkovac
Lajkovac (cyr. Лајковац) – miasto w Serbii, w okręgu kolubarskim, siedziba gminy Lajkovac. W 2011 roku liczyło 3249 mieszkańców.